# Prog (album)
Albums de The Bad Plus
Suspicious Activity ?
(2005) For All I Care
(2008)
Pour les articles homonymes, voir Prog.
Prog est le cinquième album enregistré par The Bad Plus, sorti le 8 mai 2007.

## Liste des chansons[1]
1. "Everybody Wants to Rule the World" (Chris Hughes/Roland Orzabal/Ian Stanley) - 5:34
2. "Physical Cities" (Reid Anderson) - 9:08
3. "Life on Mars?" (David Bowie) - 6:02
4. "Mint" (Ethan Iverson) - 5:20
5. "Giant" (Reid Anderson) - 8:44
6. "Thriftstore Jewelry" (Dave King) - 5:36
7. "Tom Sawyer" (Pye Dubois/Geddy Lee/Alex Lifeson/Neil Peart) - 5:10
8. "This Guy's in Love with You" (Burt Bacharach/Hal David) - 4:43
9. "The World is the Same" (Reid Anderson) - 9:08
10. "1980 World Champion" (Dave King) - 5:03